# Champcervon
Champcervon est une ancienne commune française, située dans le département de la Manche en région Normandie, intégrée le 1er janvier 2016 au sein de la commune nouvelle du Grippon.

## Géographie
| La Lucerne-d'Outremer                       | La Lucerne-d'Outremer | La Lucerne-d'Outremer |
| La Lucerne-d'Outremer, La Rochelle-Normande | Champcervon           | Les Chambres          |
| La Rochelle-Normande, Montviron             | Montviron             | Les Chambres          |

## Toponymie
Le nom de la localité est attesté sous les formes Campcervor en 1179, Campo Cervorum en 1172-1182, Campo Cervol en 1227, Champcervoux en 1342.
Ce toponyme peut être issu du latin campus, « champ », « terrain », et cervus, « cerf » (ou d'une forme conjecturale *cervonem selon Albert Dauzat). René Lepelley émet également pour le second élément l'hypothèse du comparatif superior, « supérieur », soit deux sens évoqués : « terrain aux cerfs » ou « terrain d'en haut ».
Le gentilé est Champcervonnais.

## Histoire
Les descendants de Raoul Ier Tesson, compagnon de Guillaume le Conquérant, furent aux XIVe et XVe siècles seigneurs de Grippon.
À la Révolution, L. G. Anquetil, curé de Champcervon et Antoine Bréhain, né à Champcervon, vicaire à La Mouche, refusèrent de prêter serment et s'exilèrent à Jersey.
Le 1er janvier 2016, la commune de Champcervon fusionne avec la commune des Chambres pour former la commune nouvelle du Grippon créée sous le régime juridique des communes nouvelles instauré par la loi no 2010-1563 du 16 décembre 2010 de réforme des collectivités territoriales et reprenant le nom de la commune supprimée en 1826. Il n'est pas créé de communes déléguées, les communes des Chambres et de Champcervon sont supprimées et le chef-lieu de la commune nouvelle est établi à Champcervon.

## Politique et administration
| Période                                  | Période       | Identité        | Étiquette                 | Qualité             |
| ---------------------------------------- | ------------- | --------------- | ------------------------- | ------------------- |
| 1971                                     | mars 2008     | Roger Duquesney |                           | Exploitant agricole |
| mars 2008                                | décembre 2015 | Rémi Pinet      | Qualité=Cadre hospitalier |                     |
| Les données manquantes sont à compléter. |               |                 |                           |                     |

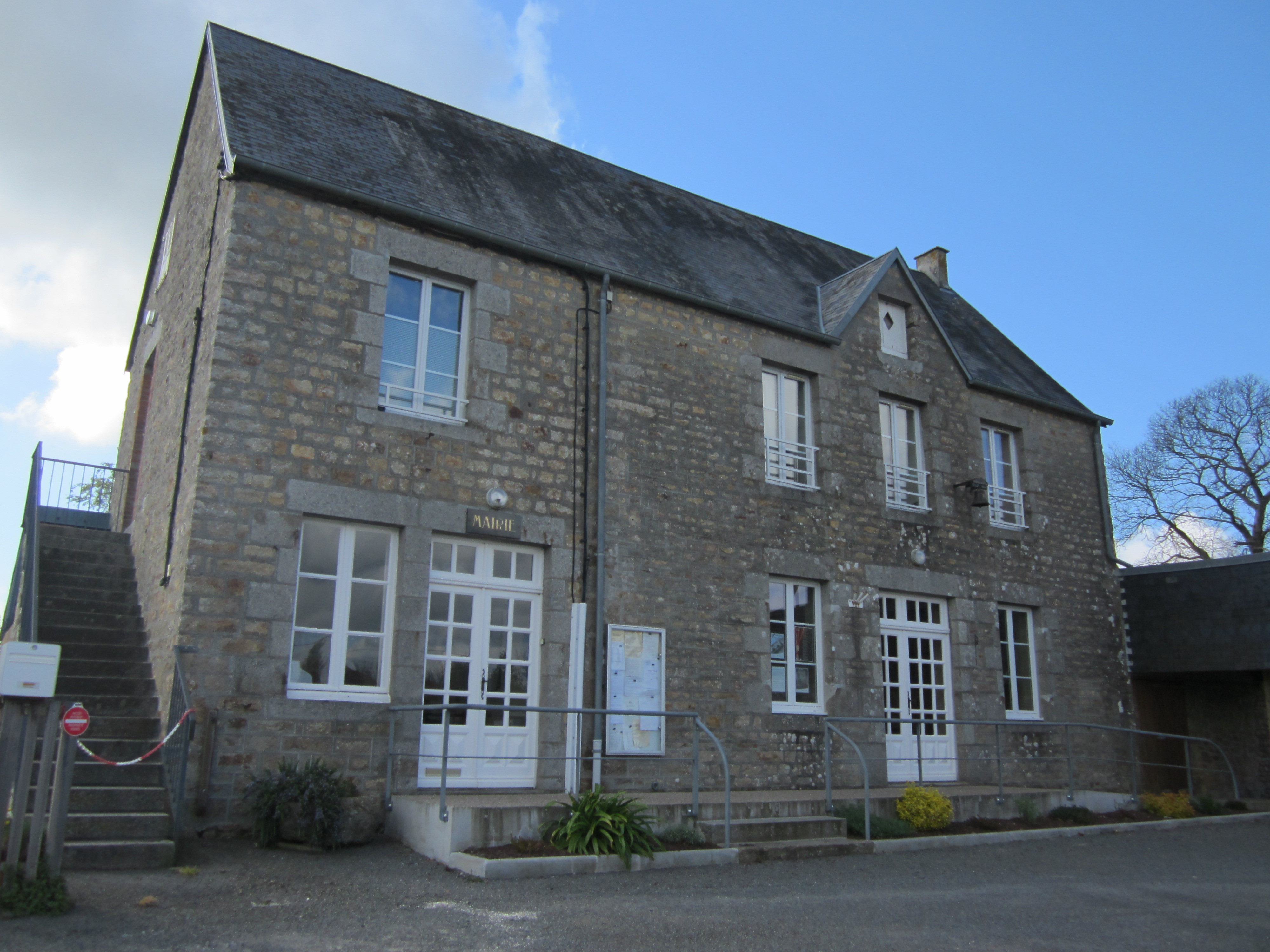
Mairie.

Le conseil municipal était composé de onze membres dont le maire et deux adjoints.

## Démographie
L'évolution du nombre d'habitants est connue à travers les recensements de la population effectués dans la commune depuis 1793. À partir du 1er janvier 2009, les populations légales des communes sont publiées annuellement dans le cadre d'un recensement qui repose désormais sur une collecte d'information annuelle, concernant successivement tous les territoires communaux au cours d'une période de cinq ans. 
Pour les communes de moins de 10 000 habitants, une enquête de recensement portant sur toute la population est réalisée tous les cinq ans, les populations légales des années intermédiaires étant quant à elles estimées par interpolation ou extrapolation. Pour la commune, le premier recensement exhaustif entrant dans le cadre du nouveau dispositif a été réalisé en 2004,.
En 2013, la commune comptait 215 habitants, en évolution de +0,94 % par rapport à 2008 (Manche : +0,44 %, France hors Mayotte : +2,49 %).
Champcervon a compté jusqu'à 492 habitants en 1806.
| 1793 | 1800 | 1806 | 1821 | 1831 | 1836 | 1841 | 1846 | 1851 |
| ---- | ---- | ---- | ---- | ---- | ---- | ---- | ---- | ---- |
| 448  | 475  | 492  | 439  | 449  | 451  | 492  | 426  | 437  |

| 1856 | 1861 | 1866 | 1872 | 1876 | 1881 | 1886 | 1891 | 1896 |
| ---- | ---- | ---- | ---- | ---- | ---- | ---- | ---- | ---- |
| 449  | 440  | 415  | 407  | 359  | 374  | 341  | 321  | 301  |

| 1901 | 1906 | 1911 | 1921 | 1926 | 1931 | 1936 | 1946 | 1954 |
| ---- | ---- | ---- | ---- | ---- | ---- | ---- | ---- | ---- |
| 305  | 282  | 288  | 265  | 289  | 316  | 292  | 316  | 285  |

| 1962 | 1968 | 1975 | 1982 | 1990 | 1999 | 2004 | 2009 | 2013 |
| ---- | ---- | ---- | ---- | ---- | ---- | ---- | ---- | ---- |
| 257  | 200  | 169  | 146  | 142  | 157  | 186  | 218  | 215  |

## Lieux et monuments
- Église Saint-Martin des XVIe, XVIIe – XVIIIe siècles, fenêtres du chœur (XVIe). Cette église dépend de la paroisse Saint-Pierre-et-Saint-Paul du doyenné du Pays de Granville-Villedieu[15]. Elle abrite une Vierge à l'Enfant (XIVe) et un calice et sa patène (XVIIIe) classés au titre objet aux monuments historiques[16],[17], un bas-relief la Charité de saint Martin (XIVe – XVe siècles), une chaire à prêcher (XVIIIe), des fonts baptismaux (XVIIe), une éducation de la Vierge (XVIIe) et des statues dont saint Martin (XVIIIe) et sainte Émérance (XVIe)[8].
- Manoir de Lerre inscrit aux monuments historiques en 2016[18].
- Croix de cimetière et croix de chemin dite Croix Louveau (XVIIIe siècle)[8].

## Personnalités liées à la commune
- Louis-Jacques Le Gros (1768-1851), né et inhumé à Champcervon, aumônier de la prison du Mont Saint-Michel[8].